# Lisa Dean Ryan
Lisa Dean Ryan (Phoenix (Arizona), 30 april 1972) is een Amerikaanse actrice.

## Carrière
Ryan begon in 1985 met acteren in de televisieserie The Love Boat. Hierna heeft zij nog meerdere rollen gespeeld in televisieseries en films, zij is vooral bekend geworden met haar rol als Wanda Plenn met de televisieserie Doogie Howser, M.D. (1989-1992).
Ryan werd in 1992 genomineerd voor de Young Artist Award in de categorie Beste Jonge Actrice in een TV-Serie met de televisieserie Doogie Howser, M.D..

## Filmografie

### Films
- 2005: Mystery Woman: Vision of a Murder – als Kate
- 2004: Tiger Cruise – als Diane Coleman
- 2003: A Wondrous Fate – als Kim
- 2000: The Stepdaughter – als Linda Conner
- 2000: Cut – als Mary Wilson
- 1998: Silencing Mary – als Holly Sherman
- 1998: Playing to Win: A Moment of Truth Movie – als Dana Erikson
- 1996: Hostile Intentions – als Caroline
- 1996: Forgotten Sins – als Rebecca Bradshaw
- 1995: Twisted Love – als Janna Riley
- 1993: The Webbers – als Annabelle Nelson
- 1990: Casey's Gift: For Love of a Child – als Sheryl Bolen

### Televisieseries
Uitgezonderd eenmalige gastrollen.
- 1993: Class of '96 – als Jessica Cohen – 17 afl.
- 1989-1992: Doogie Howser, M.D. – als Wanda Plenn – 46 afl.